# Wybory prezydenckie w Stanach Zjednoczonych w 1996 roku
Wybory prezydenckie w Stanach Zjednoczonych w 1996 roku były pierwszymi od 1980, kiedy w Białym Domu urzędował prezydent-demokrata, starający się o reelekcję. Jednakże w odróżnieniu od ówczesnego pojedynku Jimmy Carter-Ronald Reagan Bill Clinton miał mocną pozycję, mimo że republikanie kontrolowali od prawie dwóch lat obie izby Kongresu.
| 1992 ← 5 XI 1996 → 2000 |                                                                                      |                                                                                |                                                                            |
| --- | ------------------------------------------------------------------------------------ | ------------------------------------------------------------------------------ | -------------------------------------------------------------------------- |
| - Kandydat na prezydenta - Partia polityczna - Stan macierzysty - Kand. na wiceprezydenta - Głosy elektorskie - Stany - Głosy powszechne - Wyniki procentowe | - Bill Clinton - Demokrata - Arkansas - Al Gore - 379 - 31 + DC - 47 401 185 - 49,2% | - Bob Dole - Republikanin - Kansas - Jack Kemp - 159 - 19 - 39 197 469 - 40,7% | - Ross Perot - Reformator - Teksas - Pat Choate - 0 - 0 - 8 085 294 - 8,4% |

## Główni kandydaci
| Lp. | Kandydat na prezydenta | Kandydat na wiceprezydenta | Logo kampanii | Partia               | Hasło wyborcze                                                            |
| --- | ---------------------- | -------------------------- | ------------- | -------------------- | ------------------------------------------------------------------------- |
| 1.  | Bob Dole               | Jack Kemp                  |               | Partia Republikańska | Lepszy człowiek dla lepszej Ameryki (The Better Man for a Better America) |
| 2.  | Bill Clinton           | Al Gore                    |               | Partia Demokratyczna | Budowa mostu do XXI wieku (Building a bridge to the 21st century)         |
| 3.  | Ross Perot             | Pat Choate                 |               | Partia Reform        | Stoimy Zjednoczeni (United We Stand)                                      |

## Nominacje

### Partia Demokratyczna
Urzędujący Prezydent Clinton i wiceprezydent Al Gore bez trudu pokonali jedynego oponenta, „wiecznego kandydata” Lyndona LaRouche’a (którego 35 delegatów z Arkansas nie dopuszczono do konwencji) i uzyskali powtórną nominację.

### Partia Republikańska

#### Kandydaci
Jeszcze pod koniec 1994 roku, kiedy republikanie przejęli kontrolę nad Kongresem, uważano, że są na najlepszej drodze, aby odbić i Biały Dom za dwa lata. Jedna z gazet nowojorskich napisała nawet: każdy republikanin, jeśli nie jest za głupi, może pokonać Billa Clintona.
Ale potem sytuacja zmieniła się. Odczuwalne osiągnięcia administracji Clintona i Gore’a podkopały tę wiarę, ale i tak, jak to bywa w czasie bezkrólewia, w szranki stanęło wielu polityków:
- Lamar Alexander, Gubernator Tennessee (rodzinny stan wiceprezydenta Gore’a)
- Pat Buchanan, Były doradca prezydenta Nixona
- Bob Dole, Senator z Kansas i lider większości w tej Izbie
- Robert K. Dornan, Kongresmen z Kalifornii
- Steve Forbes, Redaktor Forbes Magazine
- Philip Gramm, Senator z Teksasu
- Alan Keyes, znany komentator radiowy
- Richard Lugar, Senator z Indiany
- Arlen Specter, Senator z Pensylwanii
- Morry Taylor, bogaty biznesmen z Ohio
- Donald Rumsfeld, były (i przyszły zarazem) sekretarz obrony – sformował komitet, ale postanowił nie występować w wyborach

Wielu republikanów chciało, jako swego kandydata, widzieć emerytowanego generała i późniejszego sekretarza stanu Colina Powella. Gdyby się zgodził, byłby pierwszą osobą czarnoskórą nominowaną przez jedną z głównych partii. Ale generał odmówił.
Innymi potencjalnymi kandydatami byli były sekretarz obrony Dick Cheney oraz gubernator Teksasu George W. Bush, ale obaj odmówili udziału (w 2000 zostali wybrani prezydentem i wiceprezydentem)

#### Przebieg walki i rezultat
Były kandydat na wiceprezydenta i senator Dole był zdecydowanym faworytem, choć w stanach Luizjana i New Hampshire (zdobytych notabene potem przez Clintona) przegrał z Buchananem.
Dole swoim kandydatem na wiceprezydenta mianował byłego kongresmena i sekretarza budownictwa Jacka Kempa.

### Inne nominacje

#### Partia Reform
Teksański miliarder Ross Perot, który cztery lata wcześniej uzyskał 18,9%, co było najlepszym wynikiem uzyskanym przez kandydata spoza dwóch głównych partii od roku 1912, tym razem nie kandydował jako niezależny, ale z ramienia założonej przez siebie Partii Reform. Jego partnerem na liście został Pat Choate z Dystryktu Columbia.

#### Partia Zielonych
Niedawno sformowana Partia Zielonych swoim kandydatem na prezydenta mianowała Ralpha Nadera, na wiceprezydenta Winonę LaDuke.

#### Partia Libertariańska
Kandydatem Partii Libertariańskiej na prezydenta został Harry Browne (kandydatka na wiceprezydenta Jo Jorgensen).

#### Ci, którzy poparli głównych
Nowojorska Partia Liberalna, jak cztery lata wcześniej, udzieliła nominacji Clintonowi, zaś również nowojorscy konserwatyści Dole’owi.

## Kampania
Republikanie obiecywali powrót do ekonomicznej polityki Reagana z lat 80., którą zwalczali i w opozycji do której rządzili teraz demokraci.
Generalnie republikanie znajdowali się na gorszej pozycji, niż rządząca ekipa. Na ich niekorzyść działała choćby znaczna różnica wiekowa (Clinton miał w owym czasie 50 lat, Gore 48, zaś Dole 73 a Kemp 61).
Demokratom sprzyjał największy boom gospodarczy w historii, jakiego autorem był Clinton i jego rząd, oraz pomyślna sytuacja międzynarodowa.
W czasie debaty przedwyborczej jeden z uczestników wprost spytał Clintona, czy Dole nie jest za stary do tej pracy?. Prezydent odpowiedział: to wiek jego poglądów budzi moje wątpliwości, na co Dole: jeżeli ktoś nie ma żadnych poglądów, to może uważać moje za staroświeckie.

## Rezultat
- Clinton: 47 402 357 głosów (49,24%) i 379 elektorskich
- Dole: 39 198 755 głosów (40,71%) i 159 elektorskich
- Perot: 8 085 402 głosy (8,40%) i 0 elektorskich
- Nader: 684 871 głosów (0,71%) i 0 elektorskich
- Browne: 485 759 głosów (0,50%) i 0 elektorskich
- Phillips: 184 656 głosów (0,19%) i 0 elektorskich
- Hagelin: 113 667 głosów (0,12%) i 0 elektorskich

Inni kandydaci uzyskali zupełnie marginesowe poparcie (14 kandydatów, każdy z nich poniżej 30 tys. głosów – razem 91 537). 24 518 wyborców dopisało na karcie wyborczej swojego kandydata, 5 608 skreśliło wszystkich kandydatów. Łącznie oddano 96 274 564 głosów i 538 elektorskich.
Republikanie utrzymali przewagę nad Izbami Kongresu. Dole jednak nie znalazł się w jego składzie, gdyż ustąpił przed wyborami.